# 花道

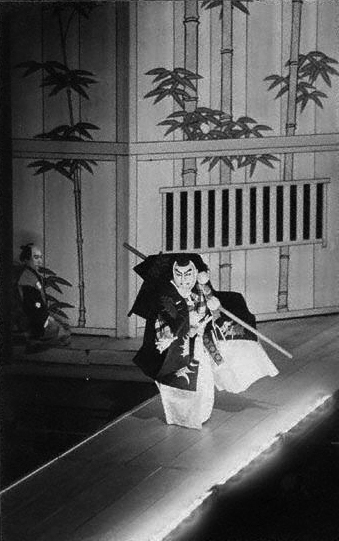
花道上の二代目市川猿之助の弁慶

花道（はなみち）は、劇場や芝居小屋などで、舞台から客席を縦断するように同じ高さで張り出したもので、舞台の延長としてここでも演技が行われる。舞台からひと続きの廊下のように見える。

## 舞台
歌舞伎等が行われる劇場では役者が舞台上に出入りするために使い、下手（しもて＝客席から向かって左側）よりにあるものを本花道、上手（かみて）よりを仮花道という。仮花道は臨時に設置されることが多く、常設の劇場はまれであるが、近年では必要に応じて花道自体を昇降させて客席と切り替える機構（花道迫り）を備えた劇場もある。
舞台から見て花道のつきあたりには鳥屋（とや）という花道に出るための控えの部屋があり出入口には揚げ幕がかけられている。
花道の名前の由来は、役者に祝儀（花）を通路で渡したことからその名がついたとも言われる。
舞台設備としての起源は能楽の橋懸（はしがかり）に由来するとされる。歌舞伎では花道から登場する人物は、七三の位置（花道を十等分して舞台から三分、揚げ幕から七分の位置）で一旦動きを止め、短い演技（長いこともある）を見せるのが定石である。本格的な花道には七三に「すっぽん」と呼ばれる小型のせりがあり、脚本・演出にあわせて使用される。
観客から見て二次元的な存在の舞台上から、役者が客席側に出ることで三次元的な演出を可能にしている点で、演劇史上特筆すべきものといえる。現代劇でも使用されるが、客席によって役者との距離が大きく変わり、内容があらかじめわかっていることの多い歌舞伎と違い、観客に不公平感を持たせてしまいやすいこと、また客席が少なくなってしまうため使用されることは少ない。

## 舞台設備以外の「花道」

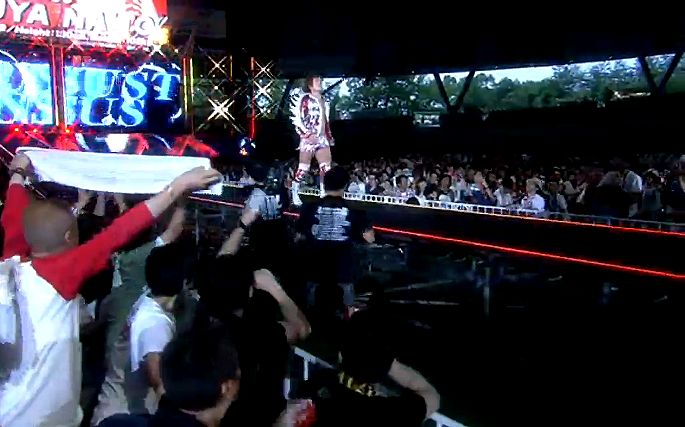
プロレスにおける花道（2014年8月撮影）

### 設備
- プロレスにおいて、エントランスステージからリングまで橋かけられた通路。数十メートルにわたる新日本プロレス・東京ドーム大会が有名。ディファ有明、新木場1stリング等常設会場にも設置。相撲の花道とは違い、単なるロッカールームからリングまでの通路は花道とは呼ばない。

### 概念
- 相撲では、力士が支度部屋と土俵を往復する通路を花道と呼ぶ。一般的には開催される会場の通常の通路が使われるが、花道として特別な通路が作られる場合もある[2]。
- 去り際に使われ、活躍した人物が惜しまれて華々しく見送られることに使うほか、引退や退任が決まっている人の最後の仕事として、実績や評価を高められるような大仕事についても使われる。
- 去り際以外にも、活躍している人がそれまで通ってきた華々しい歩みをそう呼ぶことがある。